# CODLAG

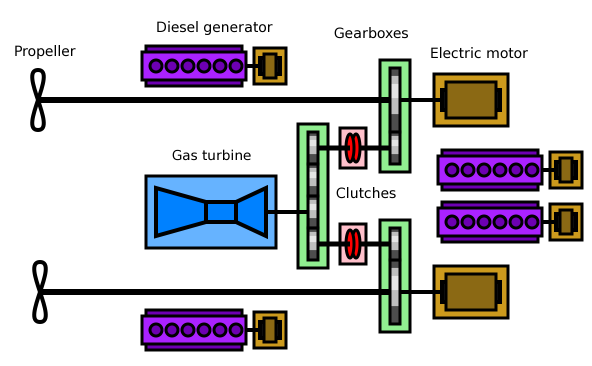
Установка системы CODAG с четырьмя дизель-генераторами, двумя электродвигателями и одной турбиной

CODLAG (англ. COmbined Diesel-eLectric And Gas turbine, букв. комбинированная дизель-электрическая и газотурбинная установка) — комбинированная корабельная энергетическая установка, в которой электродвигатели и газовая турбина совместно работают на один вал гребного винта. Электродвигатели питаются от нескольких независимо работающих дизель-генераторов. Коробка передач позволяет работать любому из двух типов двигателей в одиночку или обоим вместе. Используется только на военных кораблях и судах специального назначения.
Электродвигатели с дизель-генераторами являются, как правило, двигателями экономического хода (одновременно дизель-генераторы обеспечивают электроснабжение корабля). Подключение газотурбинного двигателя обеспечивает максимальную скорость хода.
Использование дизелей одновременно для экономического хода и электроснабжения значительно снижают затраты на обслуживание, так как уменьшает количество разнотипных двигателей и генераторов. Кроме того, электродвигатели эффективно работают в широком диапазоне скоростей, что позволяет подключать их непосредственно к гребным валам, упрощая конструкцию трансмиссии.
Ещё одним преимуществом дизель-электрической трансмиссии является отсутствие механической связи между дизелями и трансмиссией, что даёт возможность располагать дизель-генератора произвольным образом внутри корпуса корабля, механически изолировать их от корпуса, уменьшая акустическую сигнатуру корабля. Это особенно актуально для подводных лодок и противолодочных кораблей.

## Интегрированная электрическая двигательная установка (IEP)

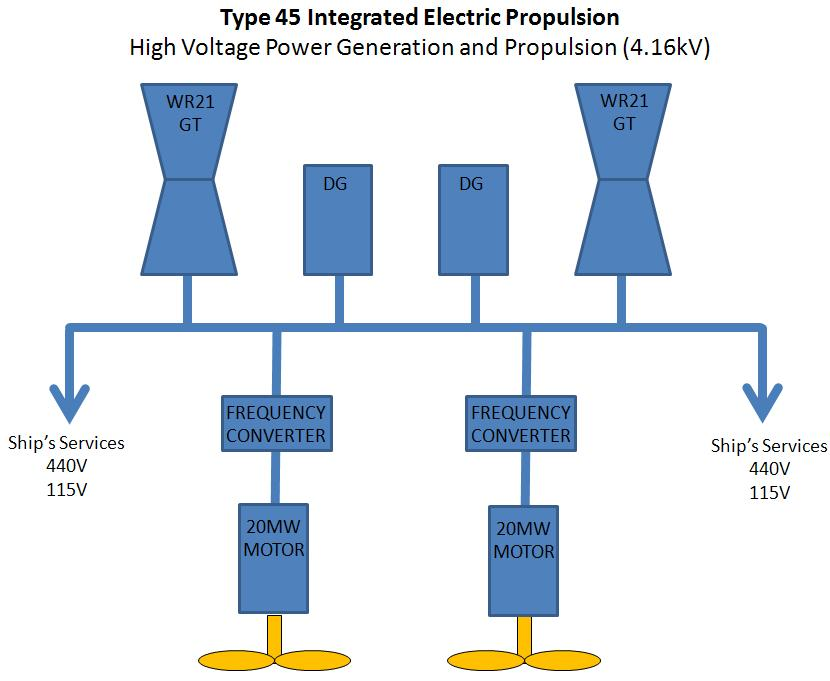
Интегрированная электрическая двигательная установка на эсминце типа 45 (GT: газовая турбина; DG: дизель-генератор)

Двигательная установка, в которой как дизели, так и газовые турбины используются для генерации электроэнергии для электродвигателей, классифицируется не как CODLAG, а как IEP (integrated electric propulsion) или IFEP (integrated full electric propulsion). Такие двигательные установки используются на пассажирских лайнерах типа Queen Mary II и на военных кораблях, таких как английские эсминцы типа 45 и строящиеся американские эсминцы типа «Замволт».

## Список судов с установками типа CODLAG
- Великобритания — Фрегаты типа 23
- Германия — Фрегаты типа «Баден-Вюртемберг»
- Финляндия — GTS Finnjet[англ.]
- Италия — Фрегаты типа FREMM

## Список судов с установками типа CODLOG
Двигательная установка сходная со схемой CODLAG, но в которой электродвигатели и газовые турбины могут работать только раздельно.
- США — Ледоколы типа Polar[англ.]
- Франция — Фрегаты типа FREMM
- Великобритания — Global Combat Ship (Фрегаты типа 26)

## Список судов с установками типа IEP
- Великобритания — Queen Mary 2
- Великобритания — эсминцы типа 45
- США — эсминцы типа «Замволт»